# Cmentarz polskokatolicki w Gródkach
Cmentarz polskokatolicki w Gródkach – czynny cmentarz wyznaniowy dla wiernych Kościoła Polskokatolickiego położony we wsi Gródki w województwie lubelskim. Cmentarz administrowany jest przez parafię św. Izydora w Gródkach.
Na cmentarzu znajduje się mogiła męczenników-ofiar II wojny światowej.  